# Episodi di Shin Chan

Logo italiano dell'anime, con al centro il protagonista Shinnosuke Nohara

Questa è la lista degli episodi di Shin Chan, serie televisiva anime prodotta dallo studio Shin-Ei Animation e trasmessa in Giappone su TV Asahi dal 1992.
Un'edizione italiana parziale è stata trasmessa tra il 2 luglio 2005 e il 15 febbraio 2010, inizialmente su Italia 1 e in seguito su Cartoon Network.

## Episodi
| Anno | Episodi Giappone         | Episodi Italia      | Trasmissione | Trasmissione |
| Anno | Episodi Giappone         | Episodi Italia      | Giappone     | Italia       |
| 1992 | 1-32 S1                  | —                   | 1992         | —            |
| 1993 | 33-79 S2-S5              | 3 / 47 0 / 4        | 1993         | 2005-2007    |
| 1994 | 80-127 S6-S7             | 10 / 48 0 / 2       | 1994         | 2005-2007    |
| 1995 | 128-171 S8-S11           | 9 / 44 0 / 4        | 1995         | 2005-2009    |
| 1996 | 172-213 S12-S15          | 14 / 42 1 / 4       | 1996         | 2005-2009    |
| 1997 | 214-258 S16-S19          | 15 / 45 3 / 4       | 1997         | 2005-2009    |
| 1998 | 259-300 S20-S23          | 0 / 42 4 (completa) | 1998         | 2009         |
| 1999 | 301-343 S24-S25          | 0 / 43 2 (completa) | 1999         | 2009         |
| 2000 | 344-382 S26-S27          | 8 / 38 0 / 2        | 2000         | 2009         |
| 2001 | 383-422 S28-S31          | 25 / 40 0 / 4       | 2001         | 2009-2010    |
| 2002 | 423-457 S32-S35          | 0 / 35 0 / 4        | 2002         | 2009         |
| 2003 | 458-488 S36-S40          | —                   | 2003         | —            |
| 2004 | 489-516 S41-S45          | —                   | 2004         | —            |
| 2005 | 517-552 S46-S48          | —                   | 2005         | —            |
| 2006 | 553-587 S49-S55          | —                   | 2006         | —            |
| 2007 | 588-616 S56-S59          | —                   | 2007         | —            |
| 2008 | 617-653 S60-S61          | —                   | 2008         | —            |
| 2009 | 654-689 S62-S63          | —                   | 2009         | —            |
| 2010 | 689-721 S64-S65          | —                   | 2010         | —            |
| 2011 | 722-754 S66-S67          | —                   | 2011         | —            |
| 2012 | 755-789 S68-S69          | —                   | 2012         | —            |
| 2013 | 790-818 S70-S72          | —                   | 2013         | —            |
| 2014 | 819-847 S73-S74          | —                   | 2014         | —            |
| 2015 | 848-881 S75-S76          | —                   | 2015         | —            |
| 2016 | 882-917 S77-S78          | —                   | 2016         | —            |
| 2017 | 918-950 S79-S80          | —                   | 2017         | —            |
| 2018 | 951-985 S81-83           | —                   | 2018         | —            |
| 2019 | 986-1019 S84-S86 SD1-SD2 | —                   | 2019         | —            |
| 2020 | 1020-1063 SD3            | —                   | 2020         | —            |
| 2021 | 1064-1112 SD4            | —                   | 2021         | —            |
| 2022 | 1113-1162 SD5            | —                   | 2022         | —            |
| 2023 | 1163-1213 SD6            | —                   | 2023         | —            |
| 2024 | 1214-1264 SD7            | —                   | 2024         | —            |
| 2025 | 1265+ SD8                | —                   | 2025         | —            |

## Edizione italiana
L'edizione italiana è stata trasmessa da Mediaset su Italia 1 dal 2 luglio 2005, e successivamente da Cartoon Network a partire dal 15 giugno 2009. Viene suddivisa in stagioni secondo i blocchi di episodi acquistati dai distributori; in questa lista, gli episodi sono indicati secondo la numerazione italiana, la quale differisce in maniera radicale dalla numerazione originale.

### Prima stagione
La prima stagione di Shin Chan è stata trasmessa da Mediaset su Italia 1 a partire dal 2 luglio 2005, trasmettendo tre mini-episodi a settimana; l'opera è stata sospesa dopo poche settimane a causa dei bassi ascolti. A partire dall'autunno 2006, con quattro mini-episodi ogni sabato, la serie è ripresa sul medesimo canale ed è proseguita fino all'estate del 2007, trasmettendo anche gli episodi rimasti in precedenza inediti; essi sono stati tuttavia trasmessi senza un ordine preciso, cosa che rende ad oggi impossibile ricostruire le date di trasmissione italiana.
| Nº Ja        | Nº It | Titolo italiano                                                              | In onda                       | In onda |
| Nº Ja        | Nº It | Titolo italiano                                                              | Giapponese                    |         |
| 95           | 1     | Casa mia, casa miaSi salvi chi puòLezioni di guida                           | 2 maggio 1994                 |         |
| 68           | 2     | La dieta di mammolaAllenamento militareAddio sopracciglia                    | 4 ottobre 1993                |         |
| 61           | 3     | Party con Miss MidoriUn valido avversarioAlla ricerca di un condizionatore   | 9 agosto 1993                 |         |
| 81           | 4     | Tutti a sciareSi balla!Shin acrobatico                                       | 17 gennaio 1994               |         |
| 96           | 5     | Biscotti delle mie brameCome ti ricatto l'insegnanteTutta colpa degli avanzi | 9 maggio 1994                 |         |
| 87c87a87b    | 6     | Crisi matrimonialePalla pazza (prima parte)Palla pazza (seconda parte)       | 28 febbraio 1994              |         |
| 140          | 7     | Mi ricicloUna notte senza TVL'amico ritrovato                                | 3 aprile 1995                 |         |
| 58           | 8     | Palloncini, che passione!Ho trovato un portafogliGita in città               | 19 luglio 1993                |         |
| 185          | 9     | Finalmente in vacanzaIndigestioneLe gioie della campagna                     | 3 maggio 1996                 |         |
| 146          | 10    | Libera uscita per papàIl terribile HirohitoShin Chan casalinga               | 22 maggio 1995                |         |
| 115          | 11    | Tutti a pescaMaledetta cervellonaChi ti ha dato la patente?                  | 19 settembre 1994             |         |
| 153          | 12    | Lezioni di rimorchioUna serata tutta per noiIn ospedale                      | 17 luglio 1995                |         |
| 154          | 13    | Visita a sorpresaAllo zoo con il nonnoIl nonno non se ne va più              | 7 agosto 1995                 |         |
| 111          | 14    | Un espresso per mammaLa casa degli spiritiMamma è in sciopero                | 22 agosto 1994                |         |
| 167c167b167a | 15    | Una nuova amiciziaLa fidanzata di papozzoTutto per una patata                | 20 novembre 1995              |         |
| 183          | 16    | Ritardi a scuolaVendita per corrispondenzaNon riesco a dormire               | 19 aprile 1996                |         |
| 229c229b229a | 17    | Il mio vicino di casaLa fobia dei germiUn papà sportivo                      | 16 maggio 1997                |         |
| 102          | 18    | Papozzo bugiardoUn sentiero per veri duriFrieda l'adescatrice                | 20 giugno 1994                |         |
| 141c141b141a | 19    | Il collega di papàVoglio una mia stanzaMancata promessa                      | 17 aprile 1995                |         |
| 197          | 20    | Gita in montagnaCi siamo persiTecniche di sopravvivenza                      | 2 agosto 1996                 |         |
| 121          | 21    | Il vestito nuovoAddio KazamaAbbandonato sulla metro                          | 7 novembre 1994               |         |
| 193          | 22    | Mamma è incintaLa collezioneUna giornata in libreria                         | 5 luglio 1996                 |         |
| 139          | 23    | Un comportamento ineccepibileUn paziente particolareTutti al picnic          | 27 marzo 1995                 |         |
| 194          | 24    | Aspettando il fratellinoKazama è innamoratoCome la conquisto?                | 12 luglio 1996                |         |
| 196          | 25    | Voglio una mamma nuovaGuerra tra maestreIl mese della mamma incinta          | 26 luglio 1996                |         |
| 168          | 26    | Giochiamo con mammaL'appuntamento di MidoriUn sogno realizzato               | 27 novembre 1995              |         |
| 202          | 27    | La storia di ShinocchioRecupero della pallaShin guardia del corpo            | 13 settembre 1996             |         |
| 122          | 28    | Un sonnellino faticosoLo scrocconeDal barbiere con papà                      | 14 novembre 1994              |         |
| 206          | 29    | Visita guidataPicnic movimentatoMalintesi e risate                           | 1º novembre 1996              |         |
| 203          | 30    | Il fratelloneIl baby-sitterHo sonno!                                         | 11 novembre 1996              |         |
| 124a124c124b | 31    | Una domenica bestialeMamma ha perso la chiaveScambio di mamme                | 28 novembre 1994              |         |
| 131c131b131a | 32    | Stanotte ha nevicatoLe signore del wrestlingAppuntamento galante             | 30 gennaio 1995               |         |
| 199          | 33    | Vorrei un fratellinoCome ti salvo il fumetto?Al parco con papozzo            | 23 agosto 1996                |         |
| 200          | 34    | Lettera d'amoreAttrazione innocenteDivertiamoci al parco                     | 30 agosto 1996                |         |
| 251          | 35    | Himawari su di giriUn cane con tre occhiChi ha bisogno di dormire?           | 31 ottobre 1997               |         |
| 231          | 36    | Un albergo per papàFiducia ben ripostaShin si dà alle vendite                | 30 maggio 1997                |         |
| 249          | 37    | Accidenti al restoÈ sparito Shin ChanAlla ricerca di Shin Chan               | 17 ottobre 1997               |         |
| 222c222b222a | 38    | Gli occhiali del padrinoUna micetta da ricoccolareDov'è la mia bambina?      | 14 marzo 1997                 |         |
| 250          | 39    | Tempesta in ParadisoFinalmente soloCorridoio dolce corridoio                 | 24 ottobre 1997               |         |
| 219          | 40    | San Valentino in anticipoIl piccolo boss gioca a golfUn cuore di cioccolata  | 14 febbraio 1997              |         |
| 201          | 41    | Un sacco di guaiAlla ricerca di un fidanzatoProve generali                   | 6 settembre 1996              |         |
| 216c216a216b | 42    | Il capo sono ioLotta fra starNessuno mi ama                                  | 24 gennaio 1997               |         |
| 255          | 43    | Il premio pesce pallaRiusciranno i nostri eroi...Il ragazzo del kung-fu      | 28 novembre 1997              |         |
| 230          | 44    | Acquisti da incuboIl piccolo terremotoUna cena fuori                         | 23 maggio 1997                |         |
| 243          | 45    | La mappa del tesoroL'appuntamento mancatoIl condizionatore d'aria            | 22 agosto 1997                |         |
| 198          | 46    | Buone maniereLa lepre e la tartarugaLe ragazze Kamikaze                      | 9 agosto 1996                 |         |
| 218          | 47    | Vacanze sulla neveUme chi...Una serata in sala giochi                        | 7 febbraio 1997               |         |
| 248          | 48    | Che fatica andare al lavoro!Uno strano estraneoArrivano i piccioncini        | 26 settembre 1997             |         |
| 233          | 49    | Il massaggiatoreSperanza di matrimonioCi sposiamo!                           | 13 giugno 1997                |         |
| 214c214a214b | 50    | Club di spieHimawari comincia a gattonareUna mamma da ritrovare              | 10 gennaio 1997               |         |
| 104b217b217c | 51    | La vittoria di CuluculumanUna stramba signoraFuga dall'asilo                 | 27 giugno 199431 gennaio 1997 |         |
| 191          | 52    | Sono una ballerinaUna giornata idealeNovità in famiglia                      | 21 giugno 1996                |         |

### Seconda stagione
La seconda stagione di Shin Chan è stata trasmessa su Cartoon Network a partire dal 15 giugno 2009, proseguendo con cadenza quasi giornaliera fino all'estate dello stesso anno; gli episodi rimanenti – ad esclusione delle ultime due puntate, recuperate in replica il 15 febbraio 2010 – sono stati trasmessi dal 5 al 26 ottobre. L'acquisizione del materiale è avvenuta mediante l'azienda spagnola Luk Internacional, tramite la quale sono state importate ulteriori 50 puntate. 
| Nº Ja            | Nº It | Titolo italiano | In onda                                                         | In onda                       |
| Nº Ja            | Nº It | Titolo italiano | Giapponese                                                      | Italiano                      |
| S14cS14dS14e     | 53    | Un nuovo arrivoLa lunga attesaLa nascita di Himawari! | 27 settembre 1996                                               | 15 giugno 2009                |
| S15bS15dS15f     | 54    | Un cuoco provettoLe pulizie generaliL'ultimo dell'anno | 27 dicembre 1996                                                | 16 giugno 2009                |
| S15aS15cS15e     | 55    | L'ispettore Nohara entra in azione (parte prima)L'ispettore Nohara entra in azione (parte seconda)L'ispettore Nohara entra in azione (parte terza)             | 27 dicembre 1996                                                | 17 giugno 2009                |
| S16aS16e         | 56    | Minaccia dal futuroUn fidanzato per Ume | 3 gennaio 1997                                                  | 18 giugno 2009                |
| S18bS18cS18d     | 57    | Festa di Capodanno in famigliaIl gioco della vita!Vado a fare spese con i nonni                                                                                | 3 gennaio 1997                                                  | 18 giugno 2009                |
| S18cS18dS18f     | 58    | Himawari è una principessa!Mammola ha un capello bianco!I nuovi vicini                                                                                         | 10 ottobre 1997                                                 | 22 giugno 2009                |
| S18aS18eS18h     | 59    | Le guerre stellari di Shin Chan (parte prima)Le guerre stellari di Shin Chan (parte seconda)Le guerre stellari di Shin Chan (parte terza)                      | 10 ottobre 1997                                                 | 22 giugno 2009                |
| S19              | 60    | Abbiamo vinto un viaggio alle Hawaii! (parte prima)Abbiamo vinto un viaggio alle Hawaii! (parte seconda)Abbiamo vinto un viaggio alle Hawaii! (parte terza)    | 26 dicembre 1997                                                | 24 giugno 2009                |
| S19              | 61    | Abbiamo vinto un viaggio alle Hawaii! (parte quarta)Abbiamo vinto un viaggio alle Hawaii! (parte quinta)Abbiamo vinto un viaggio alle Hawaii! (parte sesta)    | 26 dicembre 1997                                                | 25 giugno 2009                |
| S20cS23a         | 62    | Tutti abbiamo un passato!Le statue riconoscenti | 17 aprile 199825 dicembre 1998                                  | 26 giugno 2009                |
| S22eS22fS23b     | 63    | Agenzia investigativa Skampononcjai (parte prima)Agenzia investigativa Skampononcjai (parte seconda)La birra è per gli adulti                                  | 2 ottobre 1998 25 dicembre 1998                                 | 29 giugno 2009                |
| S22cS22dS23c     | 64    | Aiuto, uno straniero! (parte prima)Aiuto, uno straniero! (parte seconda)Siamo finiti in un ingorgo!                                                            | 2 ottobre 1998 25 dicembre 1998                                 | 29 giugno 2009                |
| S20aS20bS21a     | 65    | I tre porcellini (parte prima)I tre porcellini (parte seconda)Un concerto per Kazama                                                                           | 17 aprile 1998 12 luglio 1998                                   | 26 giugno 2009                |
| S23dS23eS24a     | 66    | I 4 samurai (parte prima)I 4 samurai (parte seconda)La storia del vecchio egoista                                                                              | 25 dicembre 1998 16 aprile 1999                                 | 30 giugno 2009 1º luglio 2009 |
| S24cS24dS24b     | 67    | Vogliamo andare al mare!I sali di TisentirinatuLa vita non rispetta mai i nostri piani                                                                         | 16 aprile 1999                                                  | 1º luglio 2009 2 luglio 2009  |
| S25aS25b         | 68    | Mary, la maga dai mille poteriArriva Mary, la maga dai mille poteri                                                                                            | 8 ottobre 1999                                                  | 2 luglio 2009                 |
| S25dS25e         | 69    | I casi degli ispettori Nohara: La star minacciataI casi degli ispettori Nohara: Caccia ai criminali                                                            | 8 ottobre 1999                                                  | 3 luglio 2009                 |
| S10aS26aS26b     | 70    | Gioco a fare il tassistaShin Cha Cha Cha e il genio Kekoten (parte prima)Shin Cha Cha Cha e il genio Kekoten (parte seconda)                                   | 25 settembre 1995 21 aprile 2000                                | 6 luglio 2009                 |
| 372 391b         | 71    | Che spasso l'Australia! (parte prima)Che spasso l'Australia! (parte seconda)Che spasso l'Australia! (parte terza)Un babysitter per Himawari                    | 8 settembre 2000 16 marzo 2001                                  | 6 luglio 2009                 |
| 373 374a         | 72    | Che spasso l'Australia! (parte quarta)Che spasso l'Australia! (parte quinta)Che spasso l'Australia! (parte sesta)Gli angeli del Futaba                         | 15 settembre 2000 20 ottobre 2000                               | 7 luglio 2009                 |
| 374b374c376c     | 73    | Voglio la paghetta mensile!Anche papozzo vuole la paghetta!Mammola vuole una bicicletta elettrica!                                                             | 20 ottobre 2000 3 novembre 2000                                 | 8 luglio 2009                 |
| 375 376a         | 74    | Andiamo a fare un picnic! (parte prima)Andiamo a fare un picnic! (parte seconda)Andiamo a fare un picnic! (parte terza)Siamo dei bradipi                       | 27 ottobre 2000 3 novembre 2000                                 | 9 luglio 2009                 |
| S9dS17bS18g      | 75    | Una disavventura di ShiroAndiamo a fare un picnicLa staffetta dell'amicizia                                                                                    | 10 aprile 199518 aprile 199710 ottobre 1997                     | 13 luglio 2009                |
| S17aS17cS17d     | 76    | Il principe felice e la rondinella Shin ChanChe fatica essere grandi!Un marito per Nene                                                                        | 18 aprile 1997                                                  | 20 luglio 2009                |
| S21b S22a        | 77    | Le vacanze estiveHo preso il posto di mammola (parte prima)Ho preso il posto di mammola (parte seconda)                                                        | 12 luglio 1998 2 ottobre 1998                                   | 27 luglio 2009                |
| S25cS27aS27e     | 78    | Voglio la medaglia d'oroMisaeindiana Jones - Alla ricerca dei tesori perduti (parte prima)Misaeindiana Jones - Alla ricerca dei tesori perduti (parte seconda) | 8 ottobre 1999 29 settembre 2000                                | 4 agosto 2009                 |
| 377a378a380a381a | 79    | Edukatorman in azione! (parte prima)Edukatorman in azione! (parte seconda)Edukatorman in azione! (parte terza)Edukatorman in azione! (parte quarta)            | 10 novembre 200017 novembre 20001º dicembre 20008 dicembre 2000 | 11 agosto 2009                |
| 377b377c387      | 80    | La signorina Yoshinaga si è appena sposataScegliamo le foto per l'album!Mammola è una fuoriclasse                                                              | 10 novembre 2000 9 febbraio 2001                                | 11 agosto 2009 13 agosto 2009 |
| 379a390a390b     | 81    | Himawari è una peste!La storia del Coniglietto Sghignazzetto!Gli sfoghi hanno le orecchie lunghe                                                               | 24 novembre 2000 9 marzo 2001                                   | 5 ottobre 2009                |
| 379b379c380b     | 82    | Masao vuole sposarmi!Oggi sarà una bella giornataAndiamo a cercare uno Splishesplash                                                                           | 24 novembre 2000 1º dicembre 2000                               | 6 ottobre 2009                |
| 380c381b381c     | 83    | Mammola si preoccupa per la sua saluteGiochiamo a carteCi beviamo 10 confezioni di latte                                                                       | 1º dicembre 2000 8 dicembre 2000                                | 7 ottobre 2009                |
| 382b383b383c     | 84    | La signorina Matsuzaka è un'esperta in amoreNel nido dei novelli sposiCi penso io a lavare i piatti                                                            | 15 dicembre 2000 12 gennaio 2001                                | 8 ottobre 2009                |
| 384b384c385c     | 85    | Gli acquisti segreti di papozzoAnche mammola ha un grande segreto!È proibito arrivare tardi                                                                    | 19 gennaio 2001 26 gennaio 2001                                 | 9 ottobre 2009                |
| 382c383a391a385b | 86    | La gara di cerbottanaVita da scimmiaQualcuno vuole una rapa?I grandi risparmi                                                                                  | 15 dicembre 200012 gennaio 200116 marzo 200126 gennaio 2001     | 10 ottobre 2009               |
| 388              | 87    | Vivo con il nonno (parte prima)Vivo con il nonno (parte seconda)Vivo con il nonno (parte terza)                                                                | 23 febbraio 2001                                                | 15 ottobre 2009               |
| 390c 386         | 88    | Il segreto della signorina AgeoGiochiamo a mammavolo!Mammola entra in squadra (parte prima)Mammola entra in squadra (parte seconda)                            | 9 marzo 2001 2 febbraio 2001                                    | 12 ottobre 2009               |
| S29S32c          | 89    | Quando Shin Chan andrà a scuolaBoo ha un segreto | 20 aprile 200129 marzo 2002                                     | 13 ottobre 2009               |
| 389385a391c      | 90    | La meraviglia di KasukabeQuesta sera abbiamo ospitiSe usi la testa diventi intelligente                                                                        | 2 marzo 200126 gennaio 200116 marzo 2001                        | 14 ottobre 2009               |
| 393b394          | 91    | Papozzo viene all'asiloAgenzia investigativa Boo ti aiuta un po'Quando cerchi qualcosa non la trovi mai                                                        | 27 aprile 2001 4 maggio 2001                                    | 16 ottobre 2009               |
| 395              | 92    | Mi stanno spiandoLa nostra casa cade a pezziEpilogo (siamo senzatetto)                                                                                         | 11 maggio 2001                                                  | 17 ottobre 2009               |
| 396b397          | 93    | Cerchiamo una casa nuovaCambiamo casaCominciamo una nuova vita                                                                                                 | 18 maggio 2001 25 maggio 2001                                   | 18 ottobre 2009               |
| 398 399a         | 94    | Ci svegliamo nel nuovo appartamentoSalutiamo i nuovi viciniKazama è un esperto di scuse                                                                        | 1º giugno 2001 8 giugno 2001                                    | 19 ottobre 2009               |
| 399b400          | 95    | Chi è la nostra vicina?Le scorciatoie allungano la stradaQuesta ragazza ci piace                                                                               | 8 giugno 2001 15 giugno 2001                                    | 20 ottobre 2009               |
| 407 408a         | 96    | Masao è l'unico testimoneFacciamo spese al centro commercialeChe gioia andare ai bagni pubblici                                                                | 17 agosto 2001 24 agosto 2001                                   | 21 ottobre 2009               |
| 402b403          | 97    | Mammola si scatenaPrepariamo la festa delle sette nottiI giorni di pioggia sono una pizza                                                                      | 29 giugno 2001 6 luglio 2001                                    | 22 ottobre 2009               |
| 404 405a         | 98    | Questa volta è un incendioGli scarafaggi non sono tutti ugualiLe ragazze ci prendono                                                                           | 13 luglio 2001 3 agosto 2001                                    | 23 ottobre 2009               |
| 405b406          | 99    | Mammola ha una supertecnicaRiecco l'amico seccatoreTogliamo le ragnatele                                                                                       | 3 agosto 2001 10 agosto 2001                                    | 24 ottobre 2009               |
| 408b409          | 100   | Scambiare un diario è pericolosoShiro torna con noiIn estate voglio andare al mare                                                                             | 24 agosto 2001 31 agosto 2001                                   | 26 ottobre 2009               |
| 392a392b393a     | 101   | La principessa e il futuro suoceroUna collezione indigestaLa principessa e la futura cognata                                                                   | 13 aprile 2001 27 aprile 2001                                   | 15 febbraio 2010              |
| 401a401b402a     | 102   | Progettiamo una casa da sognoMammola vuole lavorare in casaLinea diretta con il vicino                                                                         | 22 giugno 2001                                                  | 15 febbraio 2010              |